# 斯特拉·史蒂文斯
斯特拉·史蒂文斯（英語：Stella Stevens，1938年10月1日—2023年2月17日），原名埃斯特尔·卡罗·埃格尔斯顿（英語：Estelle Caro Eggleston），美国女演员，演员安德鲁·史蒂文斯的母亲，作品包括《少女春情》、《疯狂教授》、《海神號遇險記》等多部电影及多部电视剧，亦是一名电影制片人、导演及剧本作家。
史蒂文斯于1959年凭借电影《对我歌唱》进入演艺行业，并获得金球奖年度新星奖。1960年1月，史蒂文斯三次登上杂志《花花公子》封面，并被评为当月的玩伴女郎。

## 早年生活
史蒂文斯出生于密西西比州亚祖城，是家中唯一的孩子，父亲是一名保险销售，母亲是一名护士。她的祖父辈有一位名叫亨利·克莱·泰勒的人从波士顿移民至亚祖城后为当地法院的圆屋顶安装了一个时钟。
史蒂文斯四岁时跟随父母搬到田纳西州的孟菲斯，并先后就读于当地的圣安妮天主教学校及圣心学校（英語：Sacred Heart School），于1955年自孟菲斯科技高中夜校毕业。
1954年12月3日，16岁的史蒂文斯在密西西比州霍利斯普林斯与电工诺布尔·史蒂芬斯结婚，其后两人再次搬到孟菲斯，并在1955年6月10日生下了他们唯一的孩子赫尔曼·安德鲁·斯蒂芬斯（后改名安德鲁·史蒂文斯）。1957年，史蒂文斯与诺布尔离婚。
史蒂文斯在孟菲斯大学读书时开始对表演及模特行业产生兴趣，其官方网站显示她在参演校园戏剧《巴士站》后开始被大众注意，并获媒体孟菲斯新闻短弯刀报给出积极评价，从此开始步入演艺行业。

## 职业生涯

### 电影

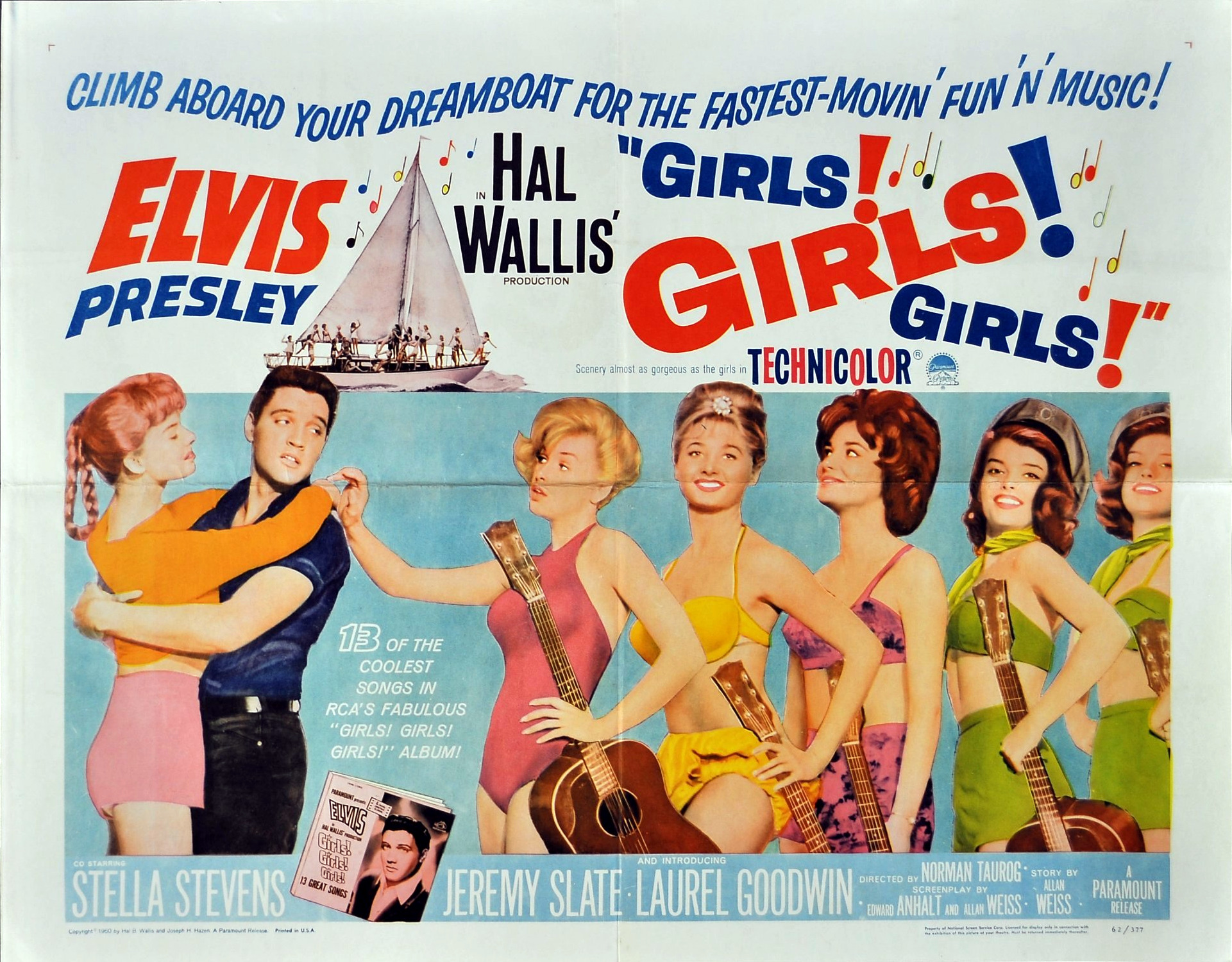
1962年电影《少女春情》海报

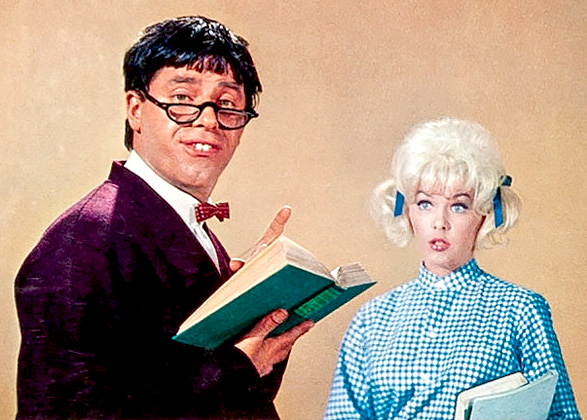
电影《疯狂教授》中的史蒂文斯和傑利·路易斯

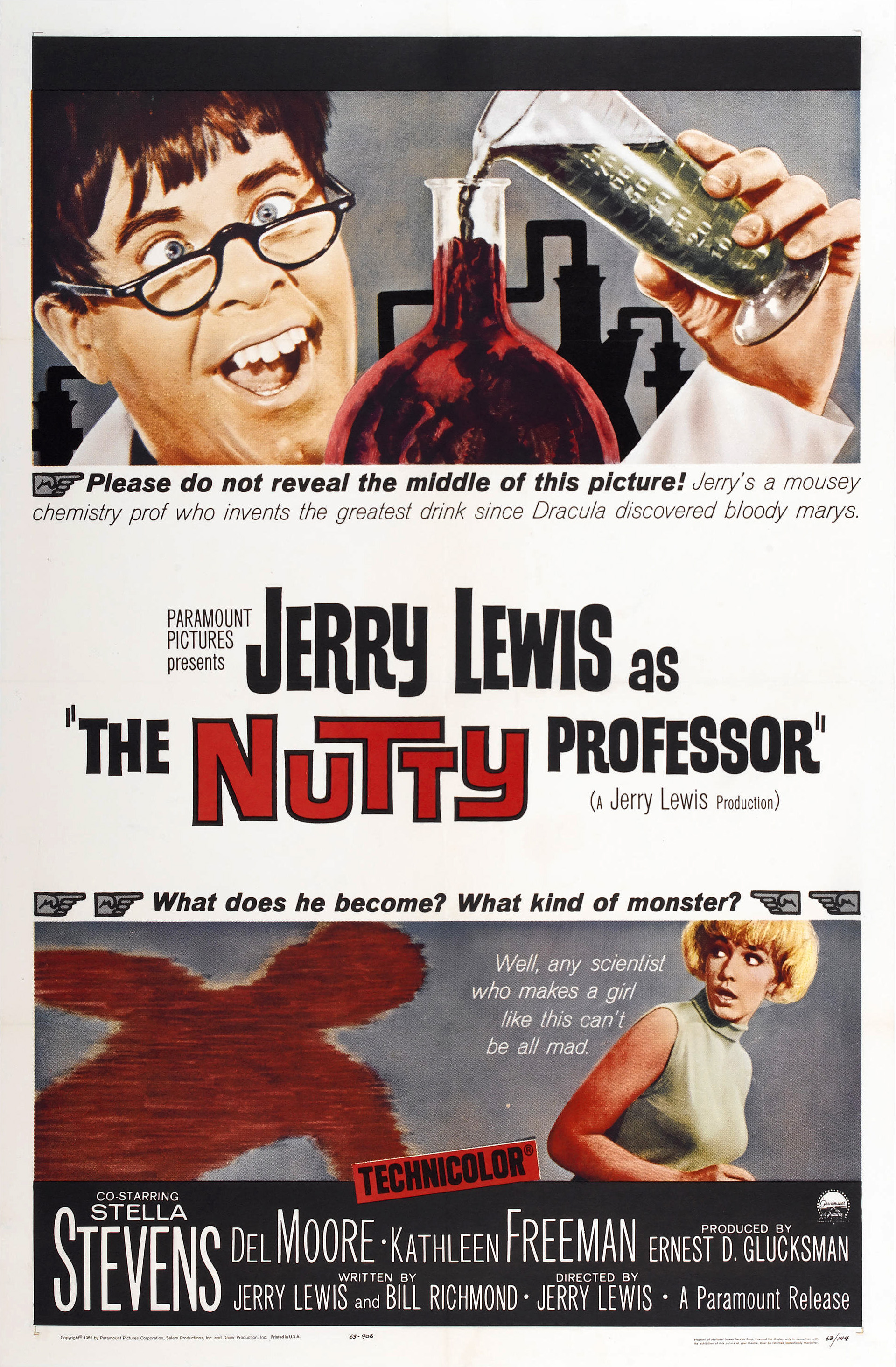
《疯狂教授》电影海报

1958年，当时在孟菲斯一家百货公司当模特的史蒂文斯被制片人巴迪·阿德勒和迪克·鲍威尔看中，阿德勒和鲍威尔认为她适合出演一部关于珍·哈露的电影，遂邀请她与二人所在的二十世紀影業签约。1959年，史蒂文斯在冰·哥羅士比出品及主演的电影《对我歌唱》中扮演一名合唱团女演员，首次在银幕上亮相。六个月后，史蒂文斯与二十世纪影业的合同被取消。在通过电影《丛林小子》的角色选拔后，史蒂文斯与派拉蒙影業签订了一份至1963年到期的合同。1960年，史蒂文斯凭借在《对我歌唱》中的表演，与塔斯黛·韦尔德、安吉·迪金森及珍妮·门罗等其他新秀演员共同获得金球奖年度新星奖 。
1961年，史蒂文斯在約翰·卡薩維茲导演的电影《多情偏遇薄情郎》中与巴比·达林演对手戏，次年，史蒂文斯出演《少女春情》，并与埃爾維斯·皮禮士利上演对手戏。
1963年，史蒂文斯在傑利·路易斯主演的《疯狂教授》中扮演路易斯的学生及伴侣，同年又出演了文森特·明内利导演的《选妻记》，扮演一名准蒙大拿小姐。
1964年，史蒂文斯与哥倫比亞影業签订了一份为期四年的合同。在出演《锡南浓》、《我的成功秘密》等电影后，史蒂文斯于1966年在谍战电影《神秘追魂鎗》中扮演一名性感但却笨手笨脚的政府官员，并与迪安·马丁上演对手戏。1968年，史蒂文斯出演签约哥伦比亚影业期间的最后一部电影《快乐小天使》。
1970年，史蒂文斯在山姆·畢京柏导演的《牛郎血泪美人恩》中与贾森·罗巴兹上演对手戏，收获观众好评，纽约时报的罗杰·格林斯彭认为史蒂文斯终于等到一个足够适合她的角色，其表演让这部电影锦上添花。1972年，史蒂文斯搭档吉姆·布朗，出演黑人剝削電影《追凶》，同年参演欧文·艾伦监制的灾难片《海神号遇险记》。1986年，史蒂文斯出演电影《壁櫥裡的怪物》。

### 电视

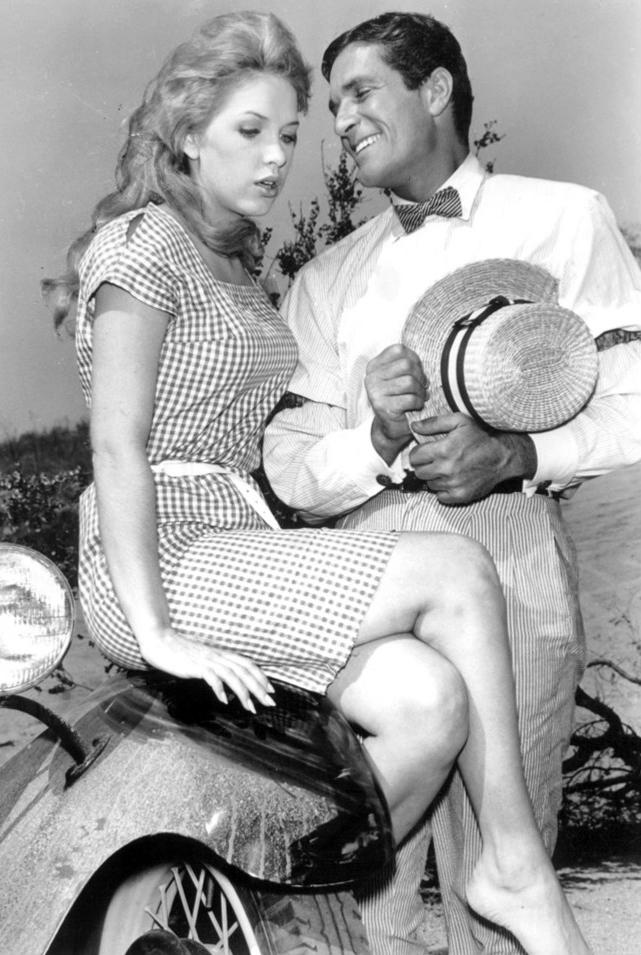
1961年单元剧《通用电气剧场》中的史蒂文斯和休·奥布莱恩

史蒂文斯最早的电视剧作品之一为1960年的《伯南扎的牛仔》，之后陆续出演了《希区柯克剧场》、《通用电气剧场》、《本·凯西》等数部热播电视剧。
1970年代，史蒂文斯先后出演了《鬼故事》、《Banacek》、《警察故事》等电视剧，并参演了《神奇女郎》、《爱之船》、《哈特夫妇》等电视剧的第一集。1979年，史蒂文斯与儿子安德鲁共同出演了电视剧《The Oregon Trail》。
史蒂文斯在1980年代的电视剧作品包括《纽哈特》、《爱之船》、《梦幻岛》、《天堂之路》、《夜间法庭》、《女作家与谋杀案》、《夏威夷神探》、《道林神父探案》。1981年至1982年，史蒂文斯在电视剧《手足英雄》中扮演一名妓女，拥有34集戏份，对此她在1988年的一次采访中表示对此并不介意，而是认为妓女是少数需要体现出更多魅力的角色之一。
1989年至1990年，史蒂文斯出演了电视剧《圣芭芭拉》，此后继续参演了《铁面无私》、《Burke's Law》、《超时空战将》、《豪门疑案》及《杏林春暖》等一系列热播电视剧及一部获评论界好评的迷你剧《冷血谋杀》。

### 其他
史蒂文斯于1960年1月被选为《花花公子》的玩伴女郎，其后又分别出现在1965年和1968年的《花花公子》画刊之中，在《花花公子》20世纪最性感的100位女性之中排名第27。她亦是1960年代出镜次数最多的女性之一。
史蒂文斯在向纽约时报谈及《花花公子》时表示：“如果有100万人在这样的杂志看到过我，那么就会有50万人记住我的名字并购买我的电影票。”
史蒂文斯亦有参演过几部舞台剧，例如一次舞台剧巡演中的全女性版《糊涂活宝贝》（原著尼爾·賽門）。
史蒂文斯在1979年及1989年导演过两部电影，并在1999年参与创作了一部关于一名孟菲斯歌手的小说。

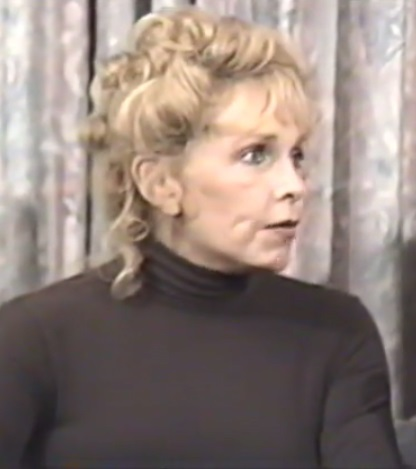
2009年的史蒂文斯

## 个人生活
史蒂文斯于1954年和诺布尔·史蒂芬斯结婚，次年生下儿子安德鲁。1957年，史蒂文斯与诺布尔离婚，“史蒂文斯”一名即为她在离婚后改写而成。离婚后的史蒂文斯为了演艺事业，将儿子交给父母照管。接下来的几年中，史蒂文斯与诺布尔在监护权上发生争执，并互相指控对方挟持，最终史蒂文斯赢得诉讼。
1976年年末，史蒂文斯在华盛顿州的卡尔顿附近买下了一处农场。此外，史蒂文斯在华盛顿州的特斯普（英語：Twisp）开有一家画廊及一家面包店。
1983年，史蒂文斯与摇滚吉他手鲍勃·库利克开始了一段长期恋情，一年多后，库利克搬到了史蒂文斯比佛利山的家中。2016年3月，两人卖掉了比佛利山的房子，而史蒂文斯则搬进了洛杉矶的一家阿尔茨海默症患者照护处，直到2020年5月18日去世前，库利克经常前往探望史蒂文斯。
2023年2月17日，史蒂文斯因阿尔茨海默症并发症，于洛杉矶去世。